# Roccalbegna

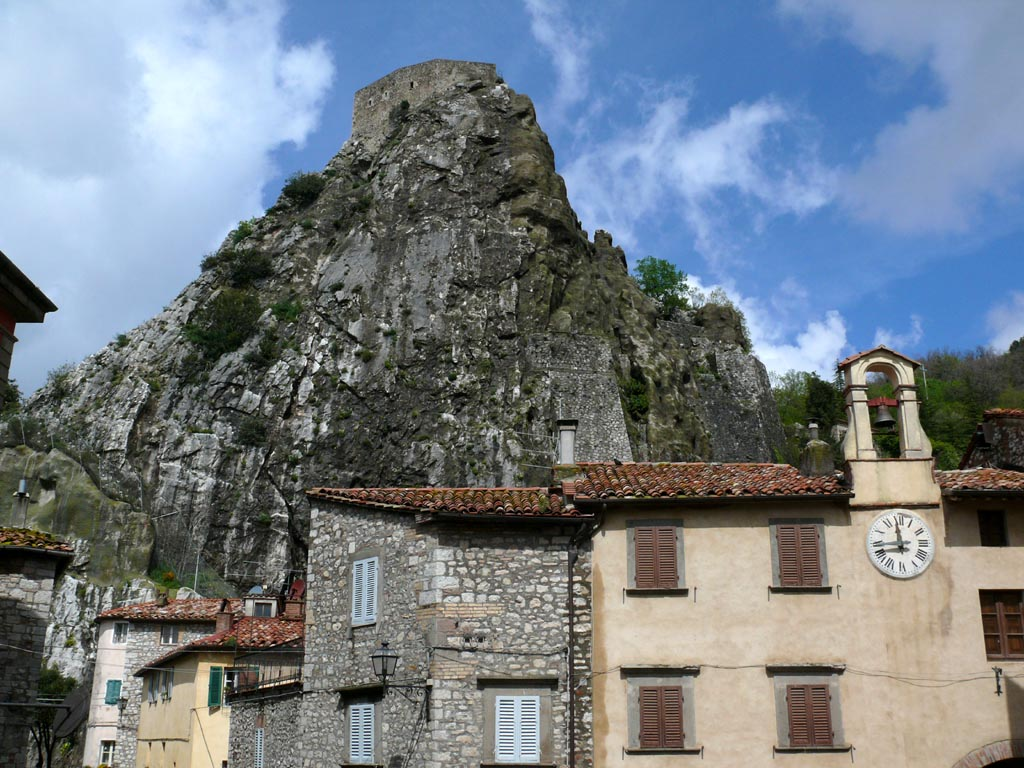
Một góc Roccalbegna

Roccalbegna là một đô thị ở tỉnh Grosseto thuộc vùng Tuscany, nằm ở vị trí cách khoảng 110 km về phía nam của Florence và khoảng 35 km về phía đông của Grosseto. Tại thời điểm ngày 31 tháng 12 năm 2004, đô thị này có dân số 1.235 người và diện tích là 125,4 km².
Đô thị Roccalbegna có các frazioni (đơn vị cấp dưới, chủ yếu là thôn làng) Triana, Cana, và Santa Caterina.
Roccalbegna giáp các đô thị sau: Arcidosso, Campagnatico, Manciano, Santa Fiora, Scansano, Semproniano.